# Walther Hermann Kerth
Walther Hermann Kerth Junior (ur. 15 maja 1962) — propagator i autor książek o metodzie notowania mapa myśli.
Architekt i projektant sposobów nauczania, specjalizuje się w programach szkoleniowych rozwoju osobistego (zmiany zachowań, kreatywności, motywacji i uczenia się przez osoby dorosłe).
Dyrektor Instytutu na rzecz rozwoju potencjału ludzkiego - IDPH (Instituto de Desenvolvimento do Potencial Humano).
Twórca metody OleLaS (Open System Language Learning) - polegającej na przyśpieszeniu nauczania się języków obcych, przez osoby dorosłe.
Instruktor tenisa (od 1981 do 2001 roku) oraz Taijiquan (od 1987 do 2003).

## Publikacje
- O Salto Descontínuo (1996)
- Domesticando O Dragao – Aprendizagem Acelerada de Línguas Estrangeiras (1999)
- Histórias que Libertam (2000)
- Mapas Mentais – Enriquecendo Inteligencias (2005)
- Curso de Inglês ONLINE (2002) - pisanej w oparciu o metodę Open Language Learning System (współpraca przy książce)